# Список щитів і кратонів

## Список щитів
- Західно-Ефіопський щит
- Бразильський щит
  - Гвіанський щит
  - Гуапоре
- Ангарський щит
- Аравійсько-Нубійський щит
- Австралійський щит[en]
- Балтійський щит
- Канадський щит або Лаврентійський щит
- Східно-Корейський щит у складі Північно-Китайського кратона
- Антарктичний щит у складі Східно-Антарктичного кратона
- Гвіанський щит
- Індійський щит[en]
- Манський щит

## Список кратонів

### Західна Гондвана

#### Південна Америка
- Амазонський кратон
- Кратон Сан-Франциско (Конголезький кратон)
- Кратон Ріо-Апас
- Кратон Ріо-де-ла-Плата(інші мови)
- Кратон Арекіпа-Антофалла(інші мови)
- Фрагмент кратону Сан-Луїс
- Фрагмент кратону Луїс-Алвес

#### Африка
- Західно-Африканський кратон
- Сахарський метакратон(інші мови)
- Конголезький кратон
  - Блок Бангвеулу(інші мови)
- Танзанійський кратон
- Калахарійський кратон
  - Каапвааль (кратон)
  - кратон Зімбабве
    - Кратон Себакве

### Антарктично-Східноафриканський орогенез
- Аравійська плита
  - Частина Аравійсько-Нубійського щита
- Західно-Ефіопський щит
- Східно-Ефіопський щит (частина Сомалійської плити)
  - Частина Мадагаскару

### Східна Гондвана

#### Індійський субконтинент
- Кратон Бхандарі
- Кратон Бунделкханд
- Кратон Дарвад
- Кратон Сингбхум

#### Антарктида
- Східно-Антарктичний кратон

#### Австралія
- Кратон Алтджаварра
- Центральний кратон
- Кратон Курамона
- Кратон Голер(інші мови)
- Кратон Пілбара
- Кратон Їлгарн(інші мови)

### Північна Америка
- Канадський щит (або Лаврентіївський щит)
- Кратон Черчілль(інші мови)
- Кратон Герн(інші мови)
- Лаврентія
- Нейн(інші мови) (частина Північноатлантичного кратону(інші мови))
- Кратон Рае(інші мови)
- Кратон Саск
- Кратон Склавія[en]
- Кратон Невільничий(інші мови)
- Кратон Сьюперіор(інші мови)
- Кратон Вайомінг(інші мови)

#### Євразія

##### Східна Євразія
- Китайсько-Корейська платформа
- Південнокитайська платформа
- Сибірська платформа
  - Алданський щит
  - Анабарський масив
- Таримський кратон

##### Північна та Східна Європа
- Східноєвропейський кратон(інші мови), ядро Балтії
  - Волго-Уральський кратон, Росія (3,0–2,7 млрд років тому)
  - Балтійський щит, частина Східноєвропейського кратону; Фенноскандський щит, відкрита північно-західна частина Балтійського щита в Норвегії, Швеції та Фінляндії (3,1 млрд років)
    - Карельський кратон, частина Фенноскандинавського щита на південному сході Фінляндії та Карелії, Росія (3,4 млрд років тому)
    - Кольський кратон, частина Фенноскандинавського щита, Кольський півострів , Північно-Західна Росія
    - Біломорський кратон, частина Фенноскандинавського щита, між Карельським та Кольським кратоном

  - Сарматський кратон (3,7–2,8 млрд років тому)
    - Український щит
- Мікрократон Мідлендс[en], Англія та Уельс
- Північноатлантичний кратон

## Ресурси Інтернету
- Dov Avigad and Zohar Gvirtzman (2009). Late Neoproterozoic rise and fall of the northern Arabian–Nubian shield: The role of lithospheric mantle delamination and subsequent thermal subsidence (PDF). Technophysics. 477 (3–4): 217—228. Bibcode:2009Tectp.477..217A. doi:10.1016/j.tecto.2009.04.018. Архів оригіналу (PDF) за 9 квітня 2011. Процитовано 28 липня 2015.